# Yengisogat
I monti Yengisogat (音苏盖提), noti anche come monti Wesm, sono una sottocatena cinese del Karakorum. Sono situati a nord della catena Baltoro Muztagh, dimora degli ottomila del Karakorum. Loro vetta più elevata è lo Huangguan Shan, o Crown Peak, alto 7265 m (o 7295 secondo altre fonti).